# Somos gitanos
Somos Gitanos è il decimo album discografico in studio del gruppo musicale francese di origine gitana spagnola Gipsy Kings, pubblicato nel 2001.

## Tracce
1. Somos Gitanos – 3:40
2. Majiwi – 4:29
3. Mi Fandango – 4:53
4. Como Un Silencio – 4:49
5. Lleva Me El Compás – 3:31
6. Felices Dias – 3:34
7. Poquito A Poco – 3:10
8. Magia Del Ritmo – 4:04
9. Quiero Libertad – 4:09
10. Jo Busco un Camino – 4:14
11. Flamencos en El Aire – 4:04
12. Solo, Solo Diré – 3:53

## Formazione

### Gipsy Kings
- Nicolas Reyes - voce principale
- Patchai Reyes - voce (traccia 7), chitarra ritmica, cori
- Pablo Reyes - chitarra ritmica
- Canut Reyes - chitarra ritmica, cori
- Andre Reyes - voce (traccia 12), chitarra ritmica, cori
- Paco Baliardo - chitarra ritmica
- Tonino Baliardo - chitarra solista

#### Altri musicisti
- Gerard Prevost - basso, sintetizzatore basso
- André Ceccarelli - batteria
- Marc Jacquemin - batteria
- Negrito Trasante-Crocco - batteria, campane, timbali
- Laurent de Gasperis - chitarra elettrica
- Dominique Droin - chitarra acustica, tastiere, organo
- Georges Reyes - chitarra ritmica, cori
- Thierry Robin - bouzouki, oud
- Bob Boisadan - pianoforte, fisarmonica
- Dominique Vernhes - fisarmonica
- Pacheco Rodolfo - congas
- Denis Bennarosch - percussioni
- Rabah Khalfa - percussioni, darabouka
- Eric Berdeaux - tamburello
- Abdelhamid Hmaoui - ney

## Classifiche
| Paese    | Posizione più alta |
| -------- | ------------------ |
| Svizzera | 100                |